# Federação de Futebol de Timor-Leste
Federação de Futebol de Timor-Leste (engleză East Timor Football Federation, română Federația de Fotbal din Timorul de Est) este corpul guvernator principal din Timorul de Est